# 西村博巳
西村 博巳（にしむら ひろみ、1958年5月20日 - ）は、和歌山県出身の元プロ野球選手（外野手）。右投右打。

## 来歴・人物
伊都高では1975年、2年生の時に左腕エース福田浩二（近大－拓銀）を擁し、外野手として春の選抜に出場。しかし1回戦で札幌商に敗退。同年夏は県予選を勝ち抜き、紀和大会決勝に進出するが、天理高に0-1で惜敗。翌年も甲子園出場には届かなかった。
高校卒業後は、社会人野球の住友金属に入団。中心打者として活躍し、1978年の都市対抗野球では優秀選手賞を獲得。1979年には日本選手権で2年ぶりに優勝、同年の社会人ベストナイン（外野手）に選出された。1981年の第5回インターコンチネンタルカップ日本代表となる。1982年の都市対抗野球ではエース石井毅を擁し、決勝で日本鋼管福山を降しチーム初優勝を飾る。
1982年のプロ野球ドラフト会議で横浜大洋ホエールズから3位指名を受け入団。
即戦力として期待され1年目の1983年から一軍に定着し、打席数は少ないものの打率.295を記録するなど戦力になる。翌1984年も17試合に先発出場、5月27日の阪神戦では代打でサヨナラ打を放った。3年目以降は新外国人の加入もあり出場機会が減少。1987年にはイースタンリーグで盗塁王になるものの、一軍出場を果たせずに同年限りで現役を引退。

## 詳細情報

### 年度別打撃成績
| 年 度     | 球 団     | 試 合 | 打 席 | 打 数 | 得 点 | 安 打 | 二 塁 打 | 三 塁 打 | 本 塁 打 | 塁 打 | 打 点 | 盗 塁 | 盗 塁 死 | 犠 打 | 犠 飛 | 四 球 | 敬 遠 | 死 球 | 三 振 | 併 殺 打 | 打 率 | 出 塁 率 | 長 打 率 | O P S |
| --------- | --------- | ----- | ----- | ----- | ----- | ----- | -------- | -------- | -------- | ----- | ----- | ----- | -------- | ----- | ----- | ----- | ----- | ----- | ----- | -------- | ----- | -------- | -------- | ----- |
| 1983      | 大洋      | 50    | 64    | 61    | 10    | 18    | 6        | 0        | 1        | 27    | 5     | 2     | 0        | 0     | 0     | 3     | 0     | 0     | 5     | 1        | .295  | .328     | .443     | .771  |
| 1984      | 大洋      | 77    | 113   | 100   | 9     | 25    | 3        | 1        | 1        | 33    | 4     | 4     | 3        | 1     | 0     | 11    | 0     | 1     | 18    | 2        | .250  | .330     | .330     | .660  |
| 1985      | 大洋      | 11    | 17    | 14    | 4     | 3     | 0        | 0        | 0        | 3     | 0     | 0     | 0        | 2     | 0     | 1     | 1     | 0     | 1     | 1        | .214  | .267     | .214     | .481  |
| 1986      | 大洋      | 12    | 13    | 12    | 1     | 2     | 0        | 1        | 0        | 4     | 0     | 0     | 0        | 1     | 0     | 0     | 0     | 0     | 2     | 0        | .167  | .167     | .333     | .500  |
| 通算：4年 | 通算：4年 | 150   | 207   | 187   | 24    | 48    | 9        | 2        | 2        | 67    | 9     | 6     | 3        | 4     | 0     | 15    | 1     | 1     | 26    | 4        | .257  | .315     | .358     | .674  |

### 記録
- 初出場：1983年6月28日、対広島東洋カープ10回戦（広島市民球場）、7回表に五月女豊の代打で出場
- 初打席：同上、7回表に白武佳久の前に三振
- 初安打・初打点：1983年7月10日、対中日ドラゴンズ14回戦（草薙球場）、7回裏に門田富昭の代打で出場、鈴木孝政から左前適時打
- 初先発出場：1983年7月21日、対広島東洋カープ13回戦（横浜スタジアム）、7番・中堅手で先発出場
- 初本塁打：1983年7月29日、対ヤクルトスワローズ16回戦（明治神宮野球場）、7回表に辻恭彦の代打で出場、梶間健一から決勝ソロ

### 背番号
- 28 （1983年 - 1986年）
- 66 （1987年）